# وادی فیرا
وادی فیرا (به عربی: وادی فیرا) یکی از منطقه‌های کشور چاد است. بخش وادی فیرا ۵۰۸٬۳۸۳ نفر جمعیت دارد.